# Perdita concolor
Perdita concolor är en biart som beskrevs av Timberlake 1968. Perdita concolor ingår i släktet Perdita och familjen grävbin. Inga underarter finns listade i Catalogue of Life.